# Пантелеймонівська вулиця (Одеса)
Пантелеймонівська вулиця — одна із вулиць в історичному центрі Одеси. Бере початок від вулиці Леонтовича і закінчується перетином із вулицею Мечникова.

## Історія
Починаючи з 1812 року на місці сучасної вулиці починали з'являтись рибні крамнички. Вони відкривалися на ділянці від Європейської вулиці в бік Чорного моря. В інший же бік від вулиці Європейської, починаючи від проспекту Українських Героїв (до 3 травня 2023 року — Олександрівський проспект) і до Преображенської вулиці, знаходився Новорибний ряд Привозу. Таким чином, своїй первинній назві вулиця завдячує ринку Привоз.

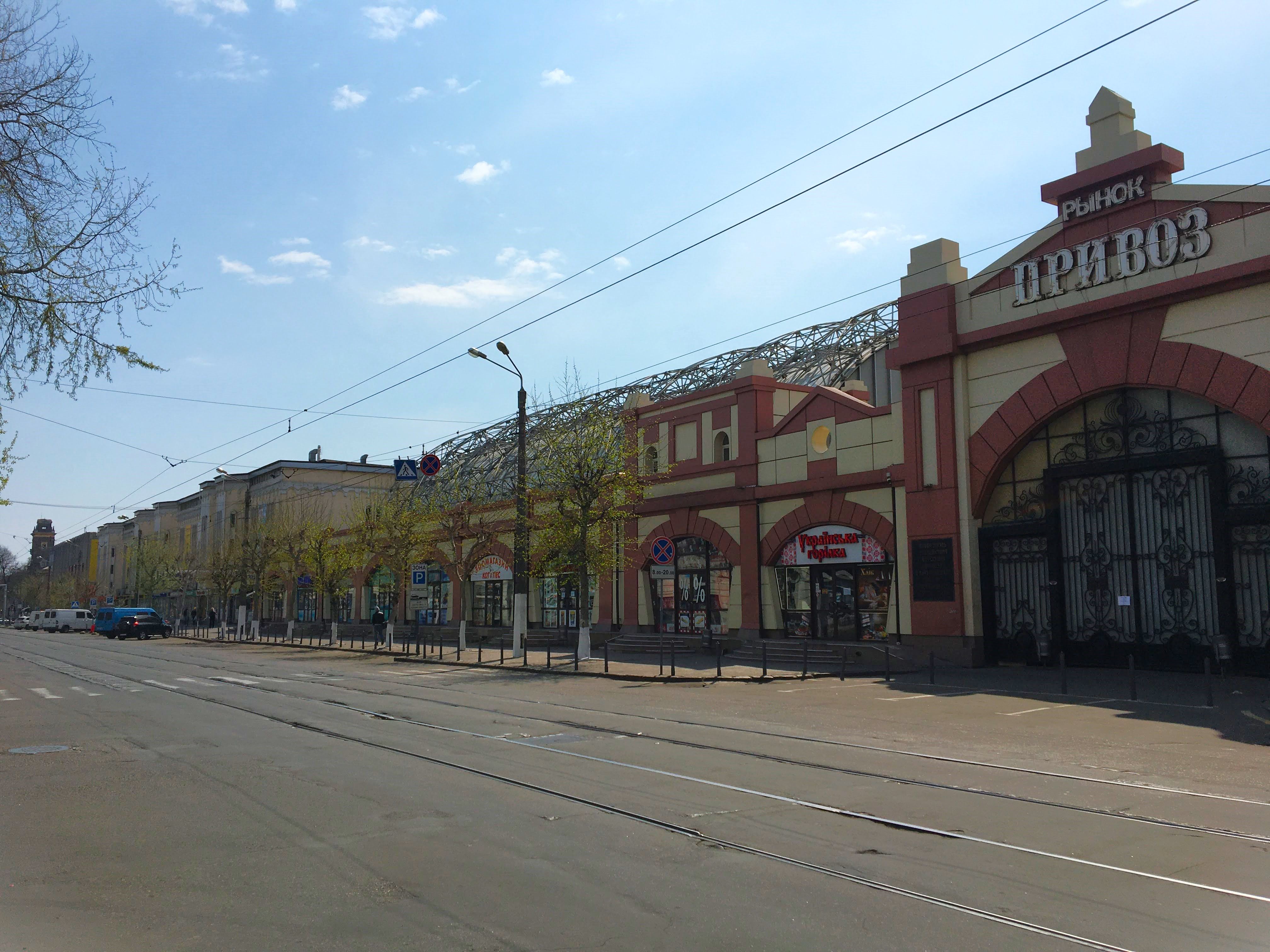
Пантелеймонівська вулиця вздовж Привозу — колишній Новорибний ряд

Власне як вулиця на мапі міста з'являється лише у 1832 році, під назвою Рибна. З 1841 року вживається нова назва — Нова Рибна, із варіантом Новорибна, при цьому після реорганізації Старопортофранківської вулиці вулиця пролягає до «Нового товчка» (нині — Прохорівський сквер).

Сучасну назву вулиця дістала на честь Свято-Пантелеймонівського подвір'я. Головна церква подвір'я отримала назву на честь Святого Пантелеймона, яка зведена на цій вулиці у 1895 році. Постановою міської думи від 13 лютого 1909 року було вирішено, що: 
|  | «Принимая во внимание к вековым историческим заслугам пред Россией Пантелеймоновского монастыря на Афоне и полезной деятельности одесского подворья этого монастыря возбудить в установленном законом порядке ходатайство о переименовании Ново-Рыбной улицы в Пантелеймоновскую». |

Проте затверджена назва була лише на засіданні Міської думи від 18 січня 1910 року.
Із приходом до влади комуністів вулиця отримала назву Чижикова (з 1924 року), на честь місцевого начальника Червоної гвардії Макара Чижикова. У 1947 році на нетривалий час на мапі міста вулиця з'явилася під назвою Потьомкинців. Тим не менш, саме під назвою Чижикова вулиця проіснувала до 18 травня 1995 року, коли їй було відновлена історична назва — Пантелеймонівська.

## Галерея

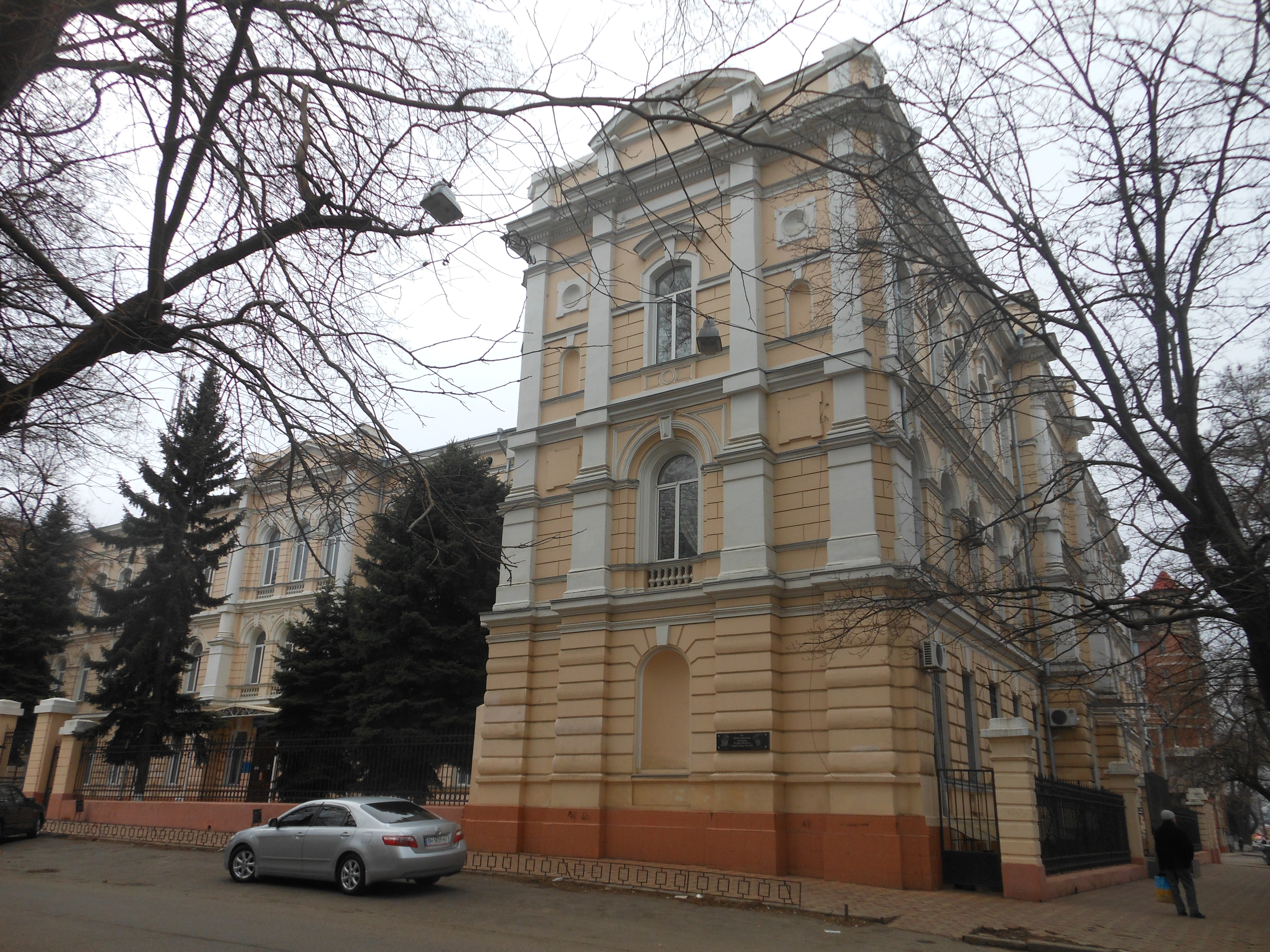
Будівля 5-ї міської чоловічої гімназії (вул. Пантелеймонівська, 13)
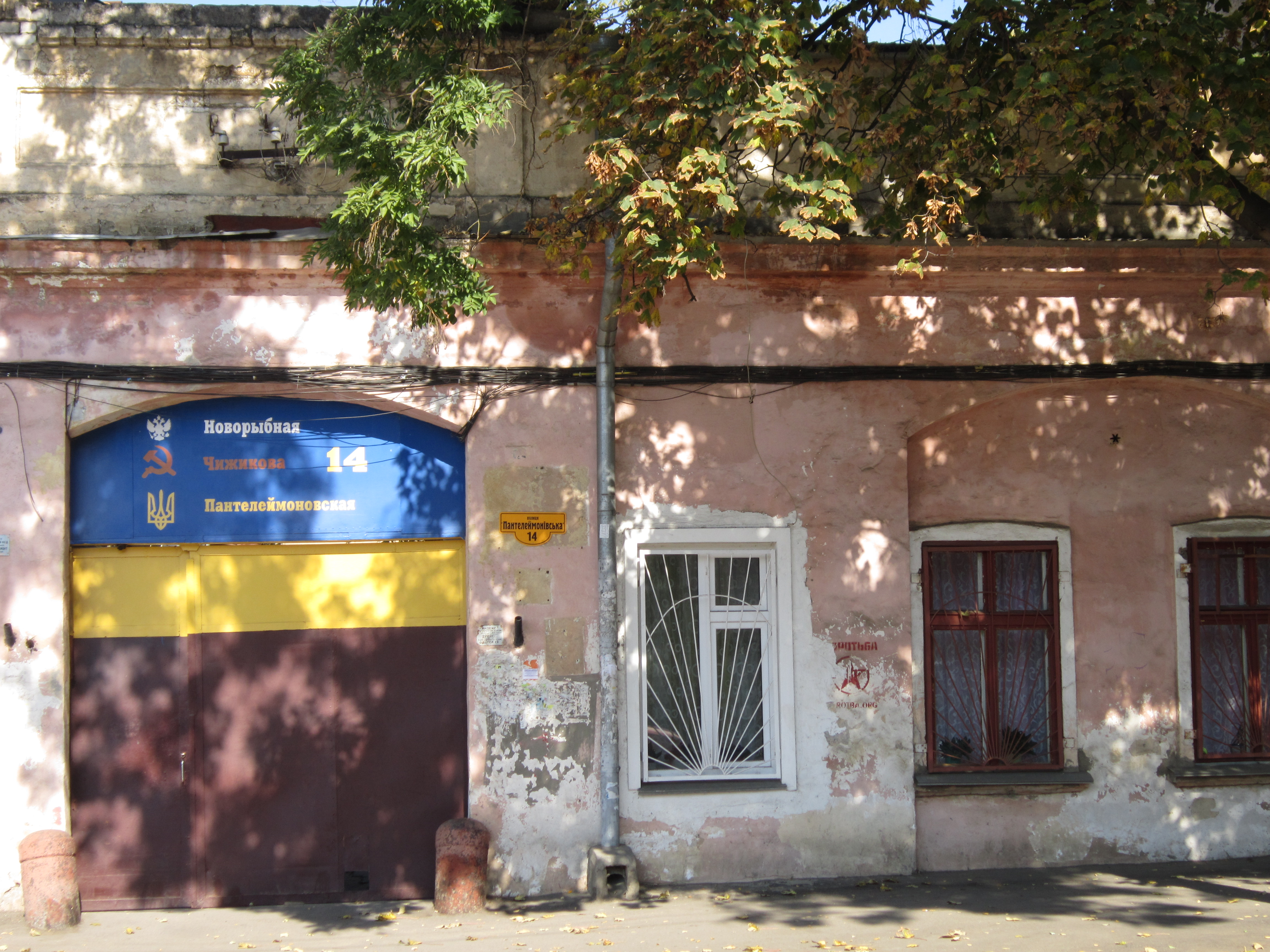
Будинок на вул. Пантелеймонівській, 14 (на брамі вказані усі три основні назви вулиці)
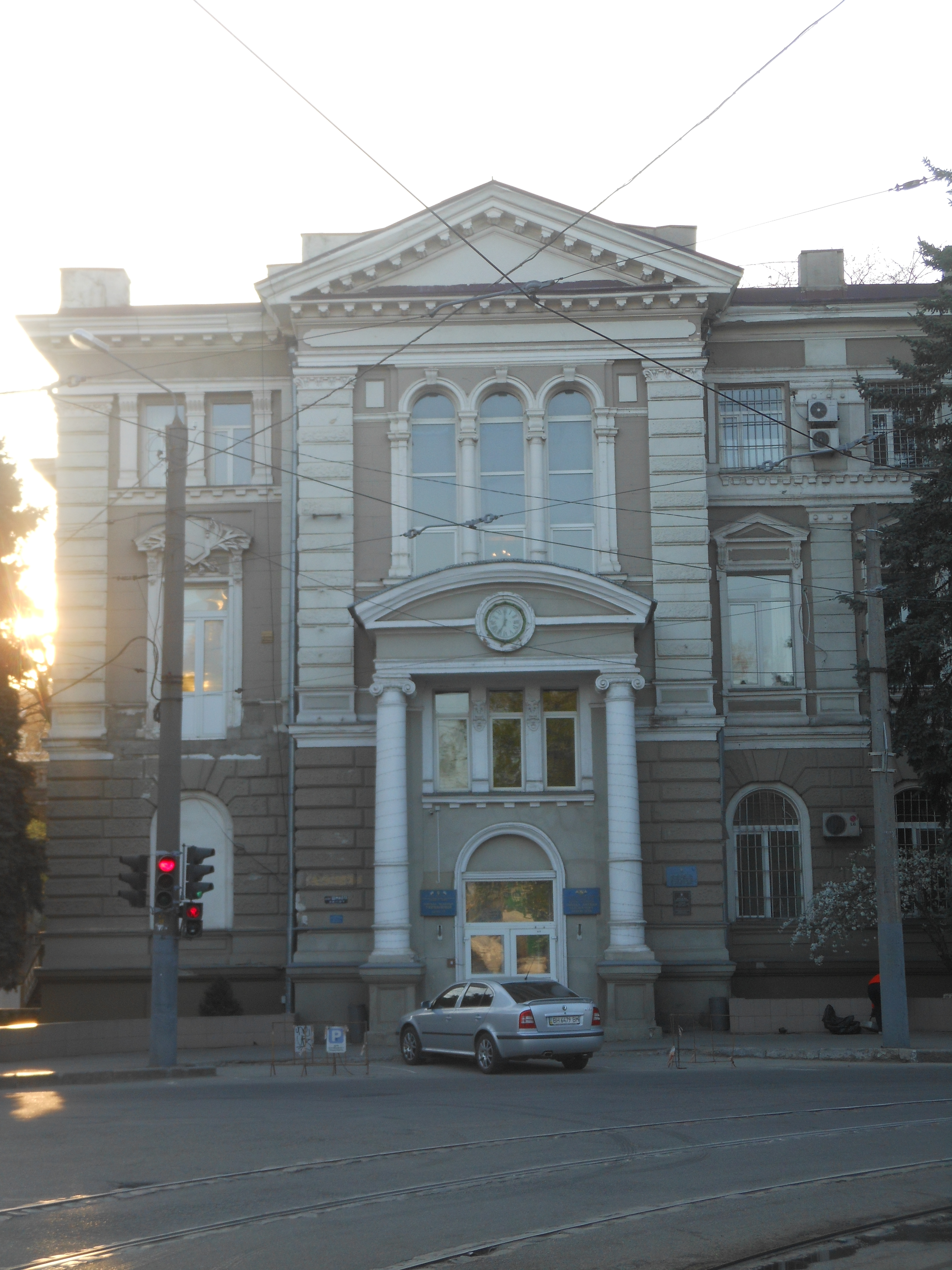
Будинок земської управи (вул. Пантелеймонівська, 17)
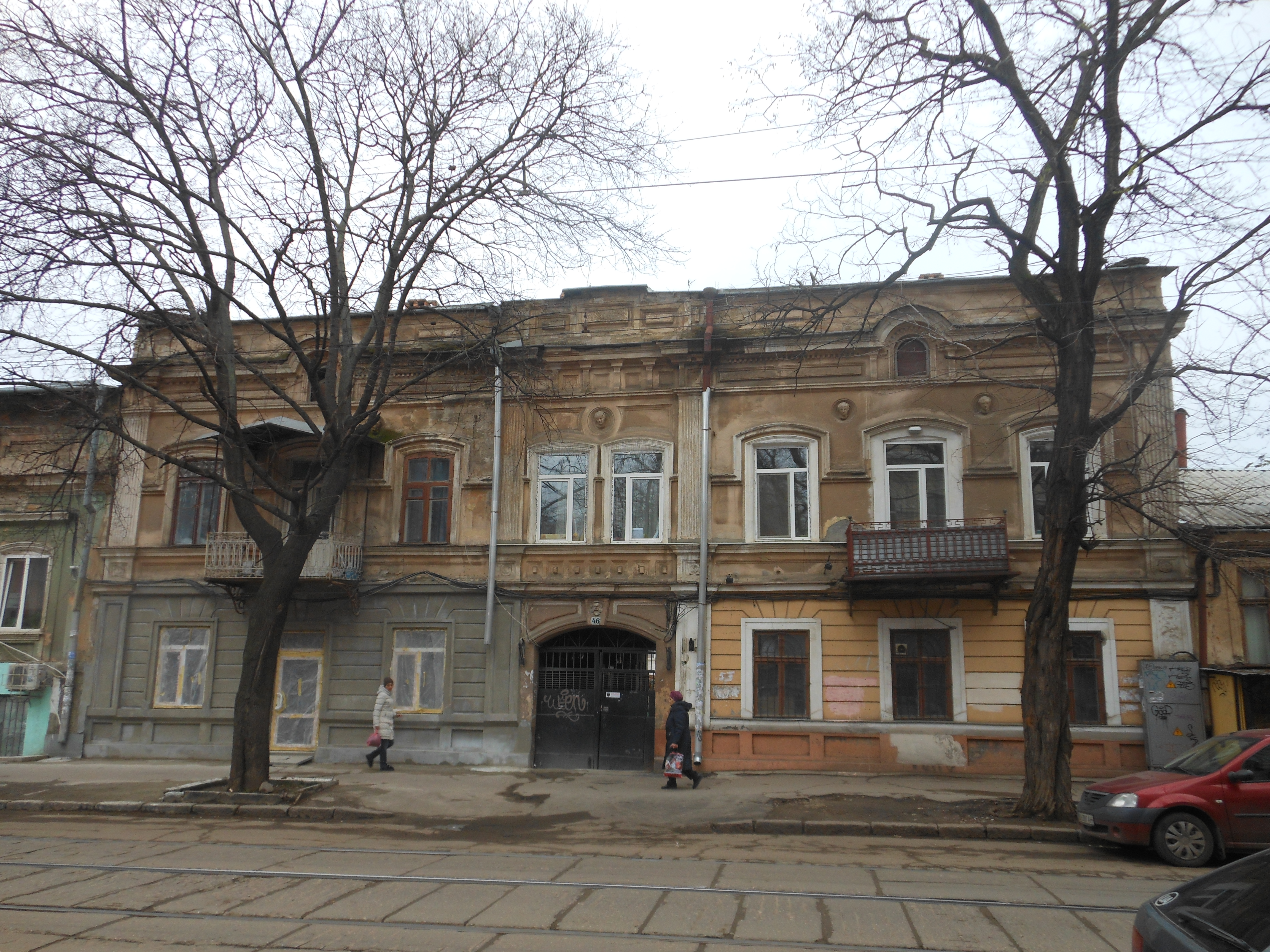
Вул. Пантелеймонівська, 46
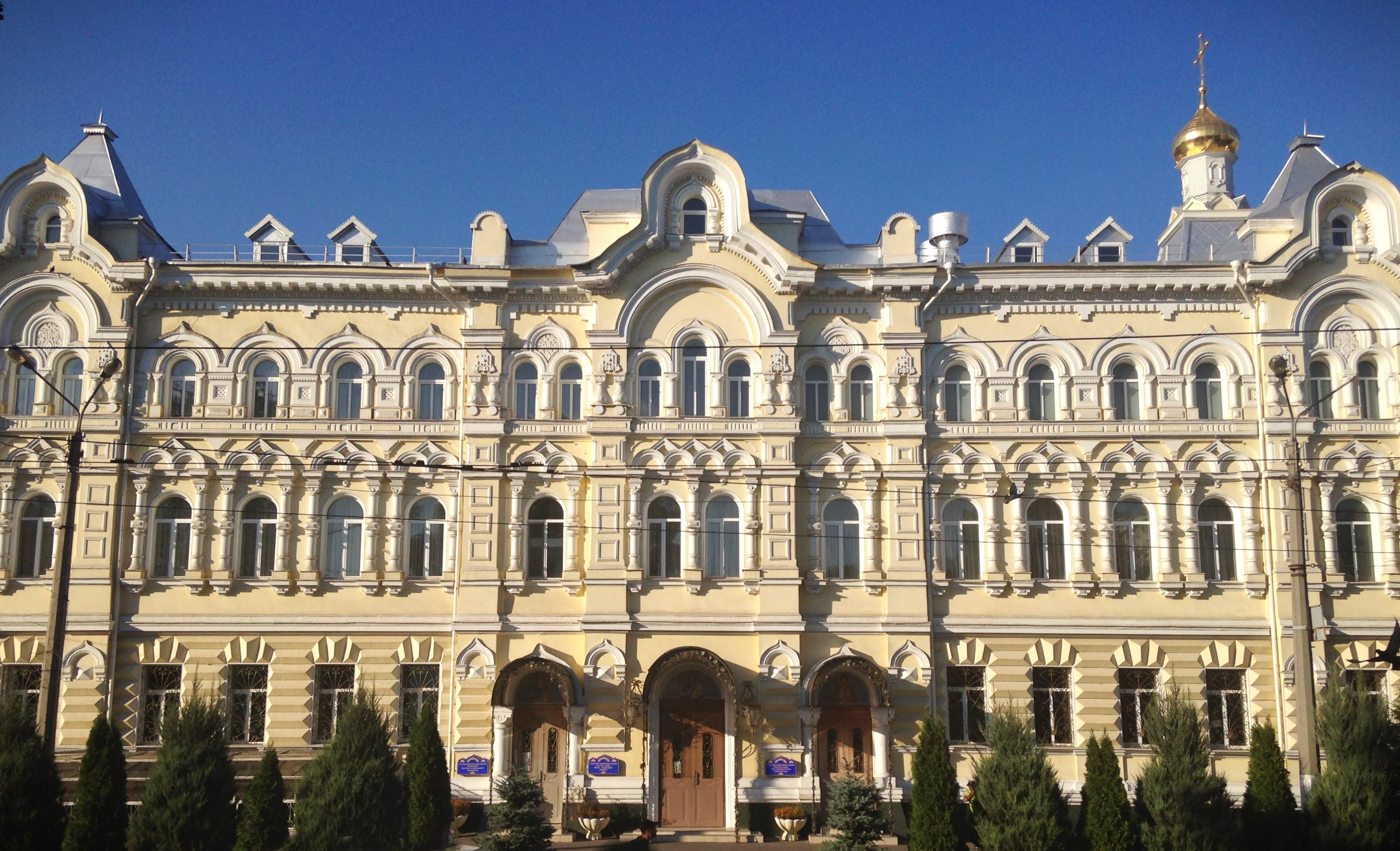
Вул. Пантелеймонівська, 58